# Bartsia laniflora
Bartsia laniflora är en snyltrotsväxtart som beskrevs av George Bentham. Bartsia laniflora ingår i släktet svarthösläktet, och familjen snyltrotsväxter. Inga underarter finns listade i Catalogue of Life.